# Liên hợp Tảo báo
Liên hợp Tảo báo (tiếng Trung: 联合早报; bính âm: Liánhé zǎo bào; nghĩa là "Báo Liên hợp Buổi sáng") hoặc ngắn gọn hơn là 'Tảo báo' ("Báo Buổi sáng") hoặc tên đầy đủ Nam Dương - Tinh Châu Liên hợp Tảo báo (tiếng Trung: 南洋·星洲联合早报; bính âm: Nányáng Xīnzhoū liánhé zǎo bào; nghĩa là "Báo Liên hợp Nam Dương - Tinh Châu Buổi sáng") là tờ báo Trung văn có lượng phát hành lớn nhất Singapore với khoảng 176.000 ấn bản mỗi ngày (năm 2008). Tờ báo được phát hành bởi Singapore Press Holdings (SPH), tờ báo được thành lập ngày 16/03/1983 sau khi hợp nhất hai tờ Nam Dương Thương báo và Tinh Châu Nhật báo, hai trong số những tờ báo Trung văn lâu đời nhất Singapore.
Tờ báo chuyển tải thông tin thời sự nghiêm túc với phần tin địa phương, bên cạnh những trang thông tin quốc tế tập trung chủ yếu vào khu vực Đông Á, đặc biệt là Trung Quốc. Tảo báo có mạng lưới thông tín viên phủ khắp khu vực Đông Á bao gồm Bắc Kinh, Trùng Khánh, Thượng Hải, Quảng Châu, Hong Kong, Đài Bắc, Seoul và Tokyo. Ngoài là tờ nhật báo Trung văn hàng đầu của SPH, tờ Tảo báo cũng là tờ nhật báo Trung văn phát hành buổi sáng duy nhất ở Singapore. Cũng như các ấn bản Trung văn khác ở Singapore, tờ báo sử dụng Chữ Hán giản thể.
Tờ báo cũng được phát hành ra nước ngoài với các đơn đặt ấn bản giấy đến từ Đông Nam Á, Trung Quốc, Hong Kong và các tổ chức như Liên Hợp Quốc. Từ khi có sự ra đời của phiên bản điện tử Zaobao.com năm 1995 với tên gọi ban đầu là "Lianhe Zaobao Online". Hiện nay, tờ báo không chỉ sử dụng nguồn từ chính Liên Hợp Tảo báo mà còn từ khoảng 100 báo Trung văn khác. Kể từ 08/09/2016, Liên Hợp Tảo báo cũng nhận nguồn từ hai tờ Trung văn khác cũng của Singapore Press Holdings là Liên Hợp Vãn báo và Tân Minh Nhật báo. Liên Hợp Tảo báo là tờ báo Trung văn hải ngoại duy nhất mà người dân Trung Quốc có thể mua ở các thành phố lớn ở đại lục.

## Định dạng
Tờ báo được phát hành hằng ngày bởi SPH, được phân phối đến các sạp báo và thường được bán hết trước 5 giờ, giờ địa phương cùng ngày. Tảo báo được phát hành với bốn chuyên trang chính. Chuyên trang thứ nhất bao gồm phần Tiêu điểm Thời sự (tiếng Trung: 焦点新闻; Hán-Việt: Tiêu điểm tân văn) và phần tin tức địa phương ZaobaoSINGAPORE (tiếng Trung: 早报新加坡; Hán-Việt: Tảo Báo Tân Gia Ba), sau đó là phần dành cho tin thể thao (Bản mẫu:Z). Chuyên trang thứ hai gồm ZaobaoChina (tiếng Trung: 早报中国; Hán-Việt: Tảo Báo Trung Quốc), bài xã luận hàng ngày, các bài bình luận, thư độc giả, các tin quốc tế khác từ ASEAN, kế là chuyên mục tài chính, kinh tế ZaobaoBUSINESS (tiếng Trung: 早报财经; Hán-Việt: Tảo Báo Tài kinh). Chuyên trang đời sống, nghệ thuật và giải trí có tên zbNOW (tiếng Trung: 早报现在; Hán-Việt: Tảo Báo Hiện tại). Chuyên trang nhỏ còn lại dành cho cáo phó và rao vặt.
Tờ báo còn có ấn bản chủ nhật zbSunday (tiếng Trung: 早报星期天; Hán-Việt: Tảo Báo Tinh kỳ thiên) với phụ trương zbWeekly (早报周刊) khổ nhỏ chuyên về đời sống kèm theo.

## Print Sources
- , Our 70 years: history of leading Chinese newspapers in Singapore (1993), Published by Singapore Press Holdings